# Hans Enn
Hans Enn, född 10 maj 1958, är en österrikisk före detta alpin skidåkare och olympisk medaljör. Vid de olympiska spelen 1980 i Lake Placid vann Hans Enn bronsmedalj i storslalom, bakom vinnande Ingemar Stenmark och tvåan Andreas Wenzel.